# میگوهای ورقه‌ای
میگوهای ورقه‌ای (نام علمی: Phyllocarida) نام یک زیررده از رده نرم‌زرهیان است.